# Kheïri Oued Adjoul
Kheïri Oued Adjoul là một đô thị thuộc tỉnh Jijel, Algérie. Dân số thời điểm năm 2002 là 4.612 người.